# Ibn Ǧulǧul
Ibn Ǧulǧul (Ibn Dschuldschul), vollständig Sulaimān b. Ḥassān ibn Ǧulǧul arabisch سليمان بن حسان ابن جلجل (* ca. 944 in Córdoba; † nach 994), war ein andalusischer Arzt, Pharmakologe und Medizinhistoriker.

## Leben
Ibn Ǧulǧul studierte vom 14. bis 24. Lebensjahr Medizin mit einer Gruppe von Hellenisten, die durch Chasdai ibn Schaprut präsidiert wurde. Er wurde später Leibarzt des Kalifen Hisham II in Cordoba.

## Schriften
- Tafsīr asmā al-adwiya al-mufrada min Kitāb Diyūsqūrīdas. („Die Erklärung der Namen der im Werke des Dioskurides vorkommenden einfachen Heilmittel“). 983 [?]
- Maqāla fi Dikr al-adwiya allitī lam yadkurhā Diyūsqūrīdas fī kitābihī. („Ergänzungen zu Dioskurides Materia medica …“). 980
  - Edition und Übersetzung: Albert Dietrich: Die Ergänzung Ibn Ǧulǧul’s zur Materia medica des Dioskurides. Arabischer Text nebst kommentierter deutscher Übersetzung. Vandenhoeck & Ruprecht, Göttingen 1993, ISBN 3-525-82589-7
- Tabaqāt al-atibbā` wa-l-hukamā. arabisch طبقات الأطباء والحكماء („Die Klasse der Ärzte und Weisen.“) Cordoba 987. Dieses Werk gilt als die zweitälteste Sammlung von Biographien von Ärzten, die auf Arabisch geschrieben ist. Das früheste ist Tarikh al-atibba von Ishaq ibn Hunayn, ein kleiner Abriss der Medizingeschichte, in dem besonders die chronologische Aufeinanderfolge der Ärzte berücksichtigt ist.[1]

Im Tabaqāt al-atibbā` wa-l-hukamā teilt Ibn Ǧulǧul 57 Biographien von Ärzten in der Form einer Klassifizierung nach Generationen auf:
1. in der ersten Klasse Hermes Trismegistos sowie Asklepios und Apollon
2. In der zweiten Klasse Hippokrates, Dioskurides und die Philosophen  Platon, Aristoteles, Sokrates und Demokrit
3. in der dritten Klasse die Mathematiker und Astronomen Ptolomäus und Euklid
4. in der vierten Klasse allein Galen
5. in der fünften bis neunten Klasse die alexandrinischen, syrischen und arabischen Ärzte bis hin zu denen, die in Nordafrika und Spanien praktiziert haben.

Kommentar von Manfred Ullmann (1970, S. 230): „Die Nachrichten ibn Ǧulǧul über die antiken Ärzte weichen oft von der historischen Wahrheit ab; aber gerade die Fehler sind die Leitfäden, an Hand derer die Traditionswege des spätantiken Wissens aufgedeckt und nachgezeichnet werden können.“
- Edition und Übersetzung: Fu'ad Sayyid: Les Générations des médecins et des sages. Kairo 1955.

- Maqāla fī Adwiyat at-tiryāq. („Theriak-Traktat.“)